# Tyndis albidefinis
Tyndis albidefinis är en fjärilsart som beskrevs av George Francis Hampson 1903. Tyndis albidefinis ingår i släktet Tyndis och familjen mott. Inga underarter finns listade i Catalogue of Life.